# Берг, Закариас
Закариас Кристоффер Берг (швед. Zakarias Kristoffer Berg; 17 июля 1995, Шеллефтео, Швеция) — шведский борец греко-римского стиля, призёр чемпионата Европы. Участник Олимпийских игр.

## Спортивная карьера
Борьбой занимается с 2002 года. Тренируется в спортивном клубе БК из Худдинге. С 2008 года выступал под руководством Нено Йовановича, с 2009 у Джимми Самуэльссона, а с 2012 года у Мохамада Бабулфатха. В 2014 году на чемпионате Европы состоялся первый крупный старт Берга среди взрослых, где в схватке за бронзу он уступил грузину Гиорги Цирекидзе. В 2016 году на Олимпиаде в Рио-де-Жанейро на стадии 1/16 финала проиграл иранцу Хабиболле Ахлаги и в итоге занял последнее 21 место. В 2017 году стал чемпионом Европы по борьбе U23, обыграв в финале Руслана Юсупова из России. В мае 2018 года на проходящем в Каспийске чемпионате Европы завоевал бронзовую медаль.

## Спортивные результаты
- Чемпионат Европы по борьбе 2014 — 5;
- Чемпионат Европы по борьбе U23 2016 — ;
- Олимпиада 2016 — 21;
- Чемпионат Европы по борьбе U23 2017 — ;
- Чемпионат мира по борьбе 2017 — 14;
- Чемпионат Европы по борьбе 2018 — ;
- Чемпионат мира по борьбе 2018 — 20;
- Чемпионат Европы по борьбе 2019 — 20;
- Чемпионат мира по борьбе 2019 — 22;